# Neal R. Norrick
Neal R. Norrick é um acadêmico que ocupou a cadeira de Linguística Inglesa na Universidade do Sarre em Saarbrücken, Alemanha, onde estabeleceu um currículo de linguística firmemente baseado em pragmática e análise do discurso. Nas últimas duas décadas, ele se tornou uma personalidade importante na pragmática linguística por seus trabalhos pioneiros sobre humor e narrativa na interação conversacional.

## Carreira
Ele veio para Saarbrücken da Northern Illinois University, onde foi professor de linguística e diretor de estudos de pós-graduação no Departamento de Inglês. Ensinou Lingüística Inglesa nas Universidades de Würzburgo, Kassel, Hamburgo, Brunsvique e Ratisbona, onde obteve seu doutorado em Lingüística Geral em 1978.
Suas especializações de pesquisa em linguística incluem narrativa de conversação, humor verbal e telabilidade. Ele escreveu a primeira monografia dedicada ao humor nas conversas.
Nos últimos anos, Norrick concentrou sua pesquisa na linguagem falada, com interesses particulares no papel do ouvinte na interação conversacional. Ele continua a publicar nas áreas de pragmática e narrativa. Norrick atuou como co-editor-chefe do Journal of Pragmatics e atua no Conselho de Consulta da International Pragmatics Association (IPrA). Ele está nos conselhos editoriais das revistas Text & Talk, Humor: International Journal of Humor Research, International Review of Pragmatics, Discourse Processes, Lodz Papers in Pragmatics e Journal of Language Aggression and Conflict.